# Stazione di Templemore
La stazione di Templemore è una stazione ferroviaria che fornisce servizio a Templemore, contea di Tipperary, Irlanda. Attualmente le linee che vi passano sono la ferrovia Dublino–Cork che collega Dublino con Cork, e gli Intercity che portano da Dublino a Tralee e Limerick. La stazione che fu aperta il 3 luglio 1848, ha due binari in uso regolare. È situata a 2 km dal centro della città ed è ora totalmente accessibile ai disabili, grazie anche agli ascensori posti alle estremità del ponte tramite cui si può accedere ai binari.

## Servizi ferroviari
- Intercity Dublino–Cork
- Intercity Dublino–Limerick
- Intercity Dublino–Tralee

## Servizi
- Servizi igienici
- Capolinea autolinee
- Biglietteria a sportello
- Biglietteria self-service
- Distribuzione automatica cibi e bevande